# 明日になれば (やしきたかじんの曲)
「明日になれば」（あしたになれば）は、1980年1月21日に発売されたやしきたかじんの5枚目のシングル。

## 解説
1年1ヶ月振りのシングル。作詞家・来生えつこと出会い、最初に提供された作品。レコーディング当時、歌詞の素晴らしさにたかじんが感嘆したエピソードがある。ジャケットにはたかじんの似顔絵が描かれており、シングルとアルバムではアレンジが異なる。本楽曲は、テレビ朝日系テレビドラマ「柳生あばれ旅」の挿入歌として使用された。

## 収録曲
- 両楽曲共に、作詞：来生えつこ／作曲：やしきたかじん
- 編曲：若草恵

1. 明日になれば [04:55]
2. 今さら… [03:14]